# Tibiominettia setitibia
Tibiominettia setitibia är en tvåvingeart som beskrevs av Friedrich Georg Hendel 1932. Tibiominettia setitibia ingår i släktet Tibiominettia och familjen lövflugor. Inga underarter finns listade i Catalogue of Life.